# Фоант (сын Андремона)
Фоант (др.-греч. Θόας) — персонаж древнегреческой мифологии. Сын Андремона и Горги. Потомок Эндимиона в 6 поколении, отец Гемона. Упомянут в «Одиссее» (XIV 499) и у Гесиода (Перечень женщин, фр.236 М.-У.). Жених Елены.
Из Этолии, привел под Трою 40 кораблей (либо 15). В «Илиаде» убил 1 троянца. Всего убил 2 воинов. В играх в честь Ахилла участвовал в гонках колесниц. Изранил Одиссея, чтобы тот смог неузнанным проникнуть в Трою. Сидел в троянском коне. По одной из версий, выдал свою дочь замуж за Одиссея.
Привез из Илиона статую Афины, стоявшую в Амфиссе. По другой версии, ветры отнесли его к Ливии, затем к Иллирии. Поселился в городе Темеса в Бруттии.